# CAF Super Cup 2014
CAF Super Cup 2014 (også kendt under navnet Orange CAF Super Cup 2014 af sponsorårsager) var den 22. CAF Super Cup, en årlig fodboldkamp i Afrika organiseret af Confederation of African Football (CAF), mellem vinderne af den forudgående sæsons to CAF klub-turneringer, CAF Champions League og CAF Confederation Cup.
Kampen blev spillet mellem Al-Ahly SC fra Egypten, vinderne af CAF Champions League 2013, og CS Sfaxien fra Tunesien, vinderne af CAF Confederation Cup 2013. Værter for kampen var Al-Ahly på Cairo International Stadium i Kairo den 20. februar 2014. Kampen skulle oprindeligt spilles samme sted den 22. februar 2014. Senere ændrede CAF stadion og dato til den 20. februar 2014 på 30 June Stadium i Kairo. Efter at 30 June Stadium ikke kunne godkendes til kampen, besluttede CAF at flytte kampen tilbage til Cairo International Stadium.
Al-Ahly vandt kampen 3-2 og vandt dermed deres 6. CAF Super Cup.

## Hold
| Hold       | Kvalifikation                     | Tidligere deltagelse (fed indikerer vinder) |
| ---------- | --------------------------------- | ------------------------------------------- |
| Al-Ahly    | CAF Champions League 2013 vinder  | 1994, 2002, 2006, 2007, 2009, 2013          |
| CS Sfaxien | CAF Confederation Cup 2013 vinder | 2008, 2009                                  |

## Regler
CAF Super Cup blev spillet over én kamp, hvor vinderen af CAF Champions League var vært for kampen. Hvis stillingen var uafgjort efter 90 minutters spilletid, blev en straffesparkskonkurrence brugt til at finde en vinder.

## Kamp
| 20. februar 2014 19:00 UTC+2 |

| Al-Ahly                   | 3–2     | CS Sfaxien                             |
| ------------------------- | ------- | -------------------------------------- |
| Gedo 23' · Gamal 55', 67' | Rapport | Maâloul 63' (str.) · Ben Youssef 77' · |

| Cairo International Stadium, Kairo Tilskuere: 30.000 Dommer: Noumandiez Doué (Elfenbenskysten) |